# Brian Gibson (musicien)
Pour les articles homonymes, voir Brian Gibson et Gibson.
Brian Gibson  est un musicien originaire de Providence (Rhode Island), connu surtout en tant que bassiste du groupe Lightning Bolt, avec Brian Chippendale à la batterie et au chant, et comme batteur de Wizardzz, avec Rich Porter de Bug Sized Mind. Gibson a également fait partie du groupe The Netmen, avec John Dwyer.
Brian Gibson est connu en particulier pour son matériel, son accordage et son usage de la guitare complexes et singuliers. Avant sa destruction, Gibson était membre de Fort Thunder, une usine textile désaffectée de Providence connue pour être un espace de travail des artistes d'avant-garde locaux.
Comme son compagnon Chippendale, Gibson s'intéresse également à l'animation.

## Son
La majorité des motifs musicaux joués par Gibson sont des combinaisons de boucles basiques sur des structures d'accord majeur/mineur ; il emploie également certaines techniques du jeu de guitare comme le tapping. Il utilise une bonne dose de distorsion, larsen et effets divers. Juxtaposé au jeu frénétique de Chippendale, Gibson joue souvent le rôle de section rythmique décousue. Par l'utilisation de plusieurs pédales d'effet, il crée fréquemment des couches multiples par-dessus ses propres riffs à la basse. On le prend souvent pour un guitariste à cause du gros niveau de distorsion qu'il utilise, son style de jeu "lead" et de la hauteur à laquelle il accorde certaines cordes de son instrument.

## Équipement
D'après lui, sa basse suit l'accordage standard du violoncelle, avec des intervalles de quinte (Do Sol Ré La) et une corde de banjo pour le La aigu (à la différence de l'accordage normal de la basse: Mi La Ré Sol)
Il utilise plusieurs pédales d'effet, notamment une pédale Whammy (pitch shifter), un octaver, deux pédales d'overdrive, et plus récemment une pédale de delay. Une liste complète de l'équipement qu'il utilise généralement est:
- Music Man StingRay cinq cordes
- Pédale Whammy pour basse DigiTech
- BOSS OC-2 pédale d'octaver
- Pédale d'overdrive pour basseBOSS ODB-3
- Pédale d'overdrive BOSS SD-1
- Delay: Line 6 DL-4
- Amplificateur Ampeg SVT4 Pro with 4x10 cabinet

Aux alentours de 2007, Gibson a ajouté une pédale wah-wah à son équipement de tournée.

## Discographies

### Projets solos
- Barkley's Barnyard Critters DVD (Load) (2006)

### Wizardzz

#### Albums
- Hidden City of Taurmond (Load) (2006)

### Netmen

#### Albums
- Self-titled Cassette (Folding) (1995/1996, réédité en 2006)

#### Apparitions sur des compilations
- You're Soaking in it: The Sounds and Smells of Load Records (Load Records) (1997)

## Sources/Références
- (en) Cet article est partiellement ou en totalité issu de l’article de Wikipédia en anglais intitulé « Brian Gibson (musician) » (voir la liste des auteurs).

1. ↑  http://www.laserbeast.com/photos/052807/rendeiro-07.jpg